# Sertoli (famiglia)
I Sertoli furono una nobile famiglia di Milano, originaria della Valtellina.

## Storia
Originaria di Sondrio, in Valtellina, la famiglia Sertoli ha probabili origini comuni con la famiglia Sirtori nella pieve di Missaglia, e forse anche coi Parravicini. La nobiltà della casata (come attestato dai documenti per il riconoscimento di antica nobiltà presentati all'Imperial Regia Commissione Araldica di Milano nel 1815), risale almeno alla metà del Seicento quando i membri della famiglia disponevano già di uno stemma gentilizio, riportato per la prima volta sul sepolcro di Giovanni Battista Sertoli, uno degli arcipreti di Sondrio.
Il primo membro noto della famiglia è Giovanni Giorgio (m. 1659), che fu padre di Giovanni Battista (m. 1694), il quale a sua volta fu padre di Carlo (viv. 1676), marito di Ottavia Guicciardi, e padre di Pietro Martire (n. 1676), il quale sposò in seguito Elisabetta Parravicini.
Da quest'ultima unione venne alla luce Cesare Parravicino Sertoli (n. 1699), il quale nel 1725 sposò la nobile Marta Carbonera, dando poi alla luce un altro Pietro Martire (n. 1731), il quale sposò Ippolita Carbonera, sua cugina. Nacque da questa coppia Cesare (n. 1766), il quale sposò nel 1792 la nobile Carolina Pertusati, di Francesco, già ciambellano dell'imperatore. Cesare e Carolina diedero alla luce Pietro (n. 1806), il quale sposò Elisabetta Guicciardi. Tra i suoi figli si ricorda Carlo (1847-1929) che sposò Teresa Dnegani di Monte Stelvio e che fu il prosecutore della casata col figlio Pio (n. 1878), che sposò Clelia Salengo.

### Sertoli Salis

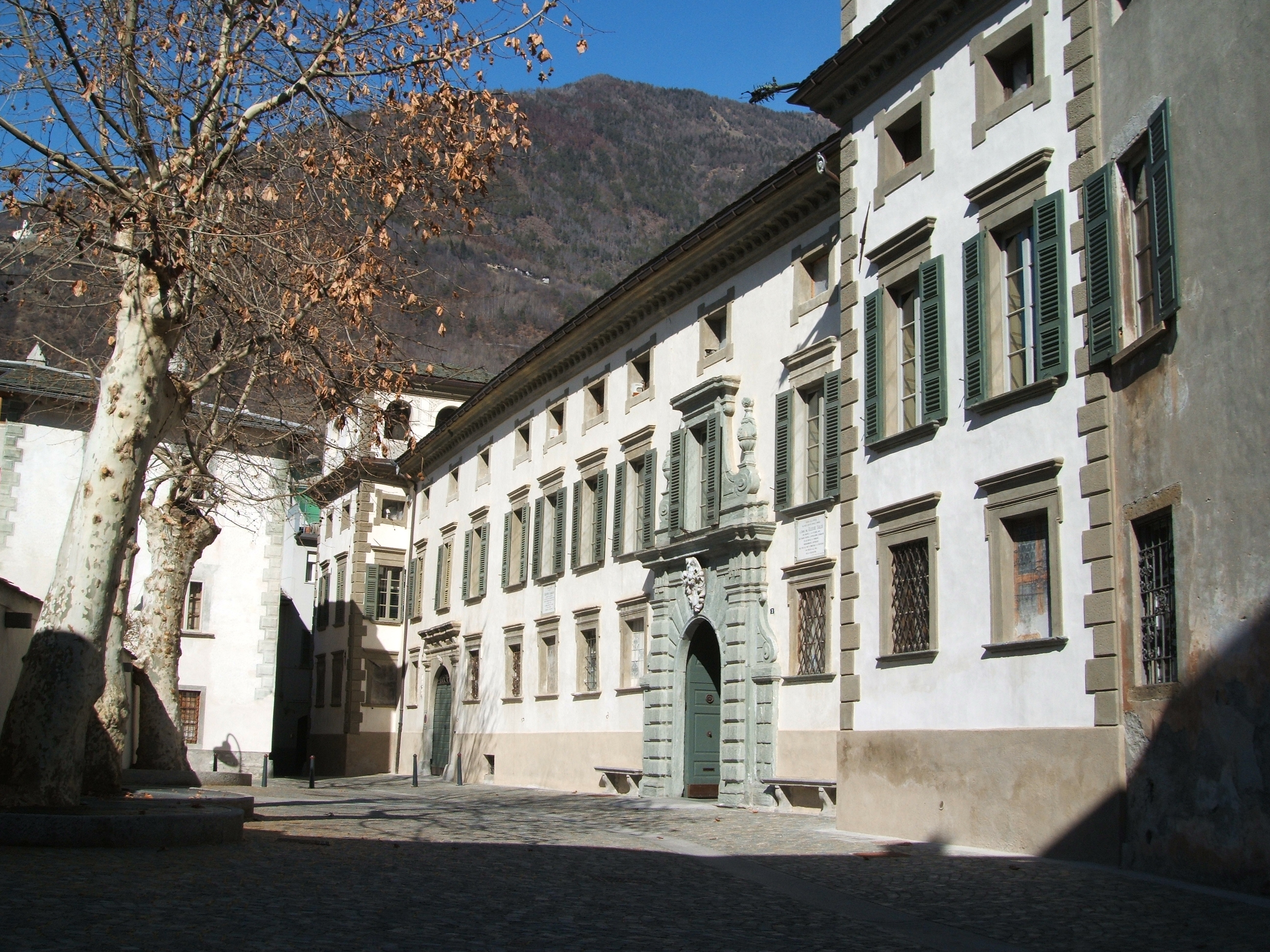
Palazzo Salis a Tirano.

Il ramo collaterale dei Sertoli Salis fu certamente il più noto dell'intera casata. Questo discese da Francesco (n. 1842), figlio primogenito di Pietro Martire e di sua moglie Elisabetta Guicciardi, il quale sposò la contessa Maria Felicita Salis, unica figlia ed erede del conte e rivoluzionario mazziniano Ulisse Salis. Nel 1911, Francesco venne autorizzato ad aggiungere al proprio il cognome della moglie e di ereditare i titoli del suocero e trasmetterli ai propri discendenti. Dalla coppia nacque Cesare Sertoli Salis (n. 1873), il quale sposò Giuseppina Bertoni. 
Il nome della famiglia è indissolubilmente legato al Palazzo Salis presso la città di Tirano, in Valtellina, ereditato per l'appunto dai Sertoli come parte dell'eredità Salis, che rappresenta ad oggi uno degli esempi più belli di architettura barocca delle montagne lombarde.

## Albero genealogico
|                                              |                                              |                                                           |                                                           |                         |                                                          |                                                          |                                  |                                 |                                          |                                          |                             |                                                |                                                    |                                                    |                                              |                                              |                                              |                              |
|                                              |                                              |                                                           |                                                           |                         |                                                          |                                                          |                                  |                                 |                                          |                                          |                             |                                                | Giovanni Giorgio †1659 ?                           |                                                    |                                              |                                              |                                              |                              |
|                                              |                                              |                                                           |                                                           |                         |                                                          |                                                          |                                  |                                 |                                          |                                          |                             |                                                |                                                    |                                                    |                                              |                                              |                                              |                              |
|                                              |                                              |                                                           |                                                           |                         |                                                          |                                                          |                                  |                                 |                                          |                                          |                             |                                                |                                                    |                                                    |                                              |                                              |                                              |                              |
|                                              |                                              |                                                           |                                                           |                         |                                                          |                                                          |                                  |                                 |                                          |                                          |                             |                                                | Giovanni Battista † p.1694 ?                       |                                                    |                                              |                                              |                                              |                              |
|                                              |                                              |                                                           |                                                           |                         |                                                          |                                                          |                                  |                                 |                                          |                                          |                             |                                                |                                                    |                                                    |                                              |                                              |                                              |                              |
|                                              |                                              |                                                           |                                                           |                         |                                                          |                                                          |                                  |                                 |                                          |                                          |                             |                                                |                                                    |                                                    |                                              |                                              |                                              |                              |
|                                              |                                              |                                                           |                                                           |                         |                                                          |                                                          |                                  |                                 |                                          |                                          |                             |                                                | Carlo viv. 1676 †? Ottavia Guicciardi              |                                                    |                                              |                                              |                                              |                              |
|                                              |                                              |                                                           |                                                           |                         |                                                          |                                                          |                                  |                                 |                                          |                                          |                             |                                                |                                                    |                                                    |                                              |                                              |                                              |                              |
|                                              |                                              |                                                           |                                                           |                         |                                                          |                                                          |                                  |                                 |                                          |                                          |                             |                                                |                                                    |                                                    |                                              |                                              |                                              |                              |
|                                              |                                              |                                                           |                                                           |                         |                                                          |                                                          |                                  |                                 |                                          |                                          |                             | Pietro Martire *1676 †? Elisabetta Parravicini | Pietro Martire *1676 †? Elisabetta Parravicini     | Giovanni Battista †1742 arciprete di Sondrio       | Giovanni Battista †1742 arciprete di Sondrio |                                              |                                              |                              |
|                                              |                                              |                                                           |                                                           |                         |                                                          |                                                          |                                  |                                 |                                          |                                          |                             |                                                |                                                    |                                                    |                                              |                                              |                                              |                              |
|                                              |                                              |                                                           |                                                           |                         |                                                          |                                                          |                                  |                                 |                                          |                                          |                             |                                                |                                                    |                                                    |                                              |                                              |                                              |                              |
|                                              |                                              |                                                           |                                                           |                         |                                                          |                                                          |                                  |                                 |                                          |                                          |                             | Cesare Parravicino *1699 †? Marta Carbonera    |                                                    |                                                    |                                              |                                              |                                              |                              |
|                                              |                                              |                                                           |                                                           |                         |                                                          |                                                          |                                  |                                 |                                          |                                          |                             |                                                |                                                    |                                                    |                                              |                                              |                                              |                              |
|                                              |                                              |                                                           |                                                           |                         |                                                          |                                                          |                                  |                                 |                                          |                                          |                             |                                                |                                                    |                                                    |                                              |                                              |                                              |                              |
|                                              |                                              |                                                           |                                                           |                         |                                                          |                                                          |                                  |                                 |                                          |                                          |                             | Pietro Martire *1731 †? Ippolita Carbonera     |                                                    |                                                    |                                              |                                              |                                              |                              |
|                                              |                                              |                                                           |                                                           |                         |                                                          |                                                          |                                  |                                 |                                          |                                          |                             |                                                |                                                    |                                                    |                                              |                                              |                                              |                              |
|                                              |                                              |                                                           |                                                           |                         |                                                          |                                                          |                                  |                                 |                                          |                                          |                             |                                                |                                                    |                                                    |                                              |                                              |                                              |                              |
|                                              |                                              |                                                           |                                                           |                         |                                                          |                                                          |                                  |                                 |                                          |                                          |                             | Cesare *1766 †? Carolina Pertusati             |                                                    |                                                    |                                              |                                              |                                              |                              |
|                                              |                                              |                                                           |                                                           |                         |                                                          |                                                          |                                  |                                 |                                          |                                          |                             |                                                |                                                    |                                                    |                                              |                                              |                                              |                              |
|                                              |                                              |                                                           |                                                           |                         |                                                          |                                                          |                                  |                                 |                                          |                                          |                             |                                                |                                                    |                                                    |                                              |                                              |                                              |                              |
|                                              |                                              |                                                           |                                                           |                         |                                                          |                                                          |                                  |                                 | Pietro *1806 †1876 Elisabetta Guicciardi | Pietro *1806 †1876 Elisabetta Guicciardi |                             |                                                |                                                    |                                                    | Giuseppe *? †? ?                             | Giuseppe *? †? ?                             |                                              |                              |
|                                              |                                              |                                                           |                                                           |                         |                                                          |                                                          |                                  |                                 |                                          |                                          |                             |                                                |                                                    |                                                    |                                              |                                              |                                              |                              |
|                                              |                                              |                                                           |                                                           |                         |                                                          |                                                          |                                  |                                 |                                          |                                          |                             |                                                |                                                    |                                                    |                                              |                                              |                                              |                              |
|                                              |                                              |                                                           |                                                           |                         | Francesco *1842 †1916 Maria Felicita Salis SERTOLI SALIS | Francesco *1842 †1916 Maria Felicita Salis SERTOLI SALIS |                                  |                                 |                                          |                                          |                             |                                                | Carlo *1847 †1929 Teresa Donegani di Monte Stelvio | Carlo *1847 †1929 Teresa Donegani di Monte Stelvio | Enrico *1842 †1910 ?                         | Enrico *1842 †1910 ?                         |                                              |                              |
|                                              |                                              |                                                           |                                                           |                         |                                                          |                                                          |                                  |                                 |                                          |                                          |                             |                                                |                                                    |                                                    |                                              |                                              |                                              |                              |
|                                              |                                              |                                                           |                                                           |                         |                                                          |                                                          |                                  |                                 |                                          |                                          |                             |                                                |                                                    |                                                    |                                              |                                              |                                              |                              |
|                                              |                                              | Cesare, I conte Sertoli Salis *1873 †? Giuseppina Bertoni | Cesare, I conte Sertoli Salis *1873 †? Giuseppina Bertoni | Giuseppe *1875 †1955 ?  | Giuseppe *1875 †1955 ?                                   | Pietro *1877 †? Amalia Paribelli                         | Pietro *1877 †? Amalia Paribelli | Ulisse *1885 †? Elena Paribelli | Ulisse *1885 †? Elena Paribelli          | Pio *1878 †? Clelia Salengo              | Pio *1878 †? Clelia Salengo | Ida *1881 †? Giacomo Bettoni                   | Ida *1881 †? Giacomo Bettoni                       | Carolina *1888 †? Roberto Landriani                | Carolina *1888 †? Roberto Landriani          | Giovanni Francesco *1890 †? Angela Maddalena | Giovanni Francesco *1890 †? Angela Maddalena |                              |
|                                              |                                              |                                                           |                                                           |                         |                                                          |                                                          |                                  |                                 |                                          |                                          |                             |                                                |                                                    |                                                    |                                              |                                              |                                              |                              |
|                                              |                                              |                                                           |                                                           |                         |                                                          |                                                          |                                  |                                 |                                          |                                          |                             |                                                |                                                    |                                                    |                                              |                                              |                                              |                              |
| Francesco, II conte Sertoli Salis *1908 †? ? | Francesco, II conte Sertoli Salis *1908 †? ? | Edoardo *1909 †? ?                                        | Edoardo *1909 †? ?                                        | Maria Teresa *1911 †? ? | Maria Teresa *1911 †? ?                                  | Piero Lorenzo *1905 †? ?                                 | Piero Lorenzo *1905 †? ?         |                                 | Elisabetta *1920 †? ?                    | Elisabetta *1920 †? ?                    | Carla *1925 †? ?            | Carla *1925 †? ?                               |                                                    |                                                    | Pietro *1918 †? ?                            | Pietro *1918 †? ?                            | Giovanni Domenico *1922 †? ?                 | Giovanni Domenico *1922 †? ? |